# Протограф
Протограф — документ, рукопис або машинописний текст, який ліг в основу пізніших списків, редакцій; найближчий по тексту оригінал одного списку або групи списків.
Протограф — поняття, протилежне списку і копії: якщо рукопис A — список або копія з рукопису B, то рукопис B — протограф рукопису A. Ставлення списку або копії до протографа не завжди подібні відношенню копії до оригіналу. Поняття «протограф» ширше поняття «оригінал деякої копії». Між списком або копією і їх протографом можуть бути проміжні списки або копії, але за умови, що в списку протограф не піддавався переробці або хоча б частковій зміні. Якщо переписувач використовував текст двох або декількох списків, всі ці попередні списки-оригінали є протограф. Якщо документ має складну історію тексту, список оригіналу твору може одночасно бути протографом пізнішого списку або групи списків.